# Дарваш, Лили
Лили Дарваш (венг.  Darvas Lili; 10 апреля 1902, Будапешт — 21 июля 1974 или 23 июля 1974, Нью-Йорк, Нью-Йорк) — венгерская и американская актриса театра и кино.

## Биография

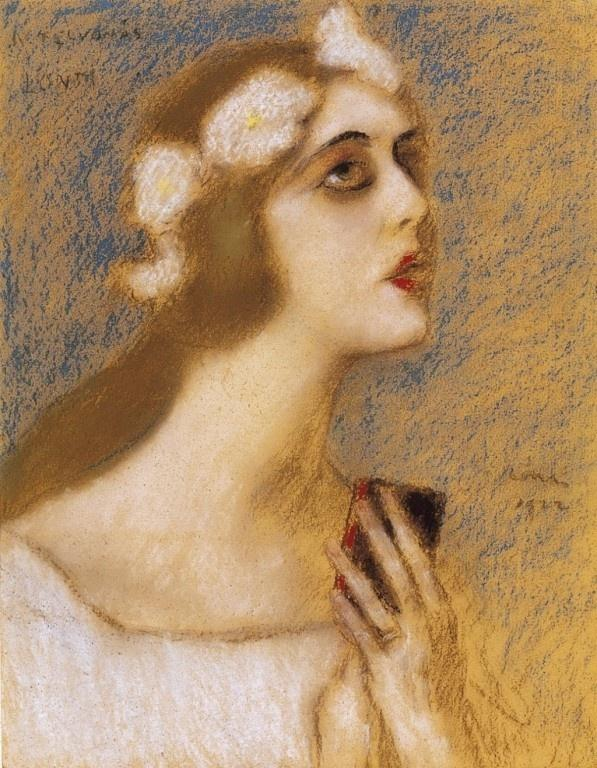
Йожеф Рипль-Ронаи. Портрет Лили Дарваш, 1922

Из еврейской семьи. Дебютировала на будапештской сцене в 1920 в роли шекспировской Джульетты. Играла на сценах Берлина и Вены, в том числе — у Макса Рейнхардта. В 1926 вышла замуж за прозаика и драматурга Ференца Мольнара. Выступала в пьесах Шекспира, Шиллера, Гёте, Толстого, Шоу, Ростана, Мольнара. После аншлюса Австрии эмигрировала через Швейцарию в США. В 1944 получила американское гражданство.
С успехом выступала на Бродвее, была номинирована на премию Тони за лучшую роль второго плана в пьесе Лоррейн Хэнсберри Les Blancs (1971). Играла в сериалах. В 1965 побывала на гастролях в Будапеште. Блистательным венцом её артистической карьеры стала роль матери в фильме Кароя Макка Любовь (1970), отмеченная специальным упоминанием Каннского МКФ (1971) и получившая третью премию Национального сообщества кинокритиков США (1974).

## Избранная фильмография
- 1926 — Дама с камелиями / Camille (реж. Ральф Бартон; немой, короткометражный)
- 1935 — Мария Башкирцева / Tagebuch der Geliebten (Генри Костер)
- 1956 — Встречай меня в Лас-Вегасе (Рой Роуленд)
- 1960 — Симаррон (Энтони Манн, Чарлз Уолтерс)
- 1970 — Любовь (Карой Макк)